# Kolonowskie
Kolonowskie is een stad in het Poolse woiwodschap Opole, gelegen in de powiat Strzelecki. De oppervlakte bedraagt 55,84 km², het inwonertal 3433 (2005). Sinds 2006 is de stad officieel tweetalig Pools/Duits.

## Verkeer en vervoer
- Station Kolonowskie